# Portretul prințului Filip Prospero
Portretul prințului Filip Prospero este o pictură realizată în ulei pe pânză realizată de pictorul spaniol Diego Velázquez în 1659 și îl reprezintă pe prințul Filip. Acum se află expusă la Muzeul de Istorie a Artei din Viena.

## Opera
În acest portret, copilul își sprijină brațul drept pe un fotoliu și provoacă compasiune acolo unde cineva s-ar aștepta la maiestuozitate: sănătatea sa este precară, așa cum indică amuletele pe care le poartă.
Pe fotoliu se află un câine mic, alb, a cărui privire accentuează melancolia scenei. Acest cățel face parte dintr-unul din cele mai bune tablouri ale lui Velázquez.
Personajul este situat într-o cameră, unde se poate vedea în partea de jos o fereastră prin care intră o rază de lumină. În dreapta, există un scaun cu o pernă pe care este așezată o pălărie. Culorile roșii domină scena, iar tonurile de negru cresc contrastul cu alte culori.
Filip Prospero era un copil fragil și bolnav. Speranța care a fost plasată la acea vreme în unicul moștenitor al coroanei spaniole este reflectată în reprezentare: roșu proaspăt și alb pentru sprijin, în contrast cu culorile aproape morbide de toamnă târzie. Un câine mic cu ochii mari se uită spre privitorul, ca un anchetator. Indiciile din fundal semnalează o soartă întunecată: micul prinț avea doar patru ani când a murit.